# Lindsey Tye
Lindsey Tye – osada w Anglii, w hrabstwie Suffolk, w dystrykcie Babergh, w civil parish Lindsey. Posiada 7 wymienionych budynków, w tym Cottage Owned by Mr W Partridge Immediately North of Tye Cottage, Falcon Hall, Gooseberry, Ivydene, Rose Cottage Swallow's Farmhouse i Tye Cottage.